# Simon de Vos
Simon de Vos (Antwerpen, 20 oktober 1603 – aldaar, 15 oktober 1676) was een Brabants kunstschilder uit de barokperiode. Hij schilderde vooral genrestukken en kabinetstukken. 

## Levensloop
De Vos studeerde van 1615 tot 1620 bij Cornelis de Vos (geen familielid) en trad in 1620 tot de Antwerpse Sint-Lucasgilde toe. Waarschijnlijk reisde hij later naar Rome waar hij onder de invloed geraakte van de schilderijen van de Bentvueghels en de Bamboccianti. Ook invloed van het Caravaggisme via de Duitse schilder Johann Liss die tijdens de jaren na 1620 actief was in Italië, is aantoonbaar in de Vos' schilderijen vanaf dan. Er bestaat contrast tussen de vroegere doeken van de lagere klasse die tot stand kwamen tussen 1620 en 1640 na zijn terugkeer in Antwerpen en die meestal kleine gelukkige gezelschappen en beschaafde scènes tonen, verwant aan de werken van Dirck Hals en Pieter Codde en zijn latere werk. Na 1640 schilderde de Vos hoofdzakelijk kabinetstukken met historische scènes die in den beginne stilistisch beïnvloed waren door Peter Paul Rubens en later door Anthony van Dyck. Een voorbeeld hiervan is De onthoofding van de heilige Paulus in het Koninklijk Museum voor Schone Kunsten (Antwerpen).
Simon de Vos huwde in 1628 met Catharina van Utrecht, de zuster van Adriaen van Utrecht, doch stierf ,zonder kinderen na te laten, in zijn woning te Antwerpen op de Eiermarkt.

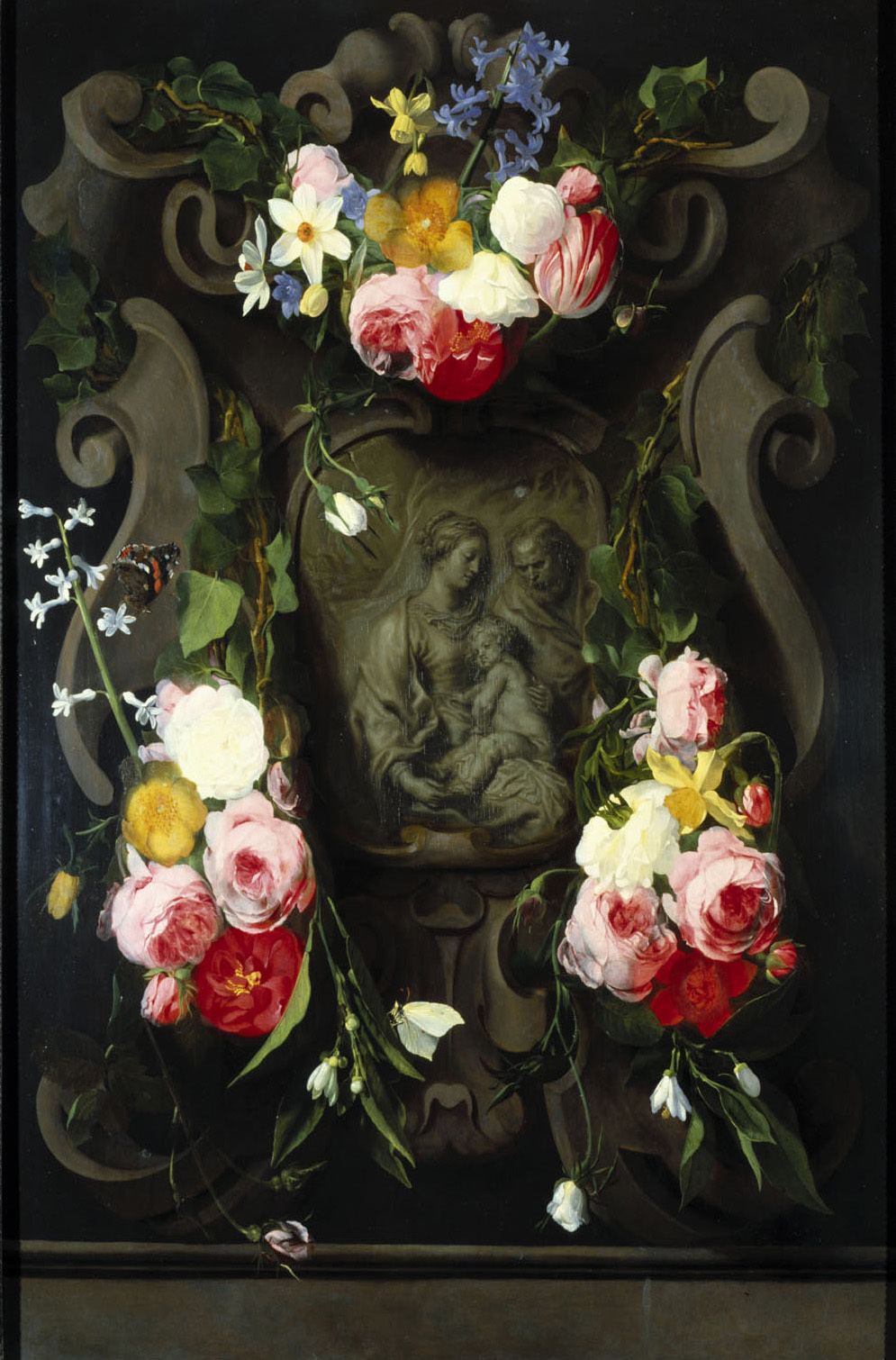
Heilige Familie, de figuren zijn van de Vos, de bloemen zijn van Daniël Seghers

- Biblioteca Nacional de España: XX866184
- Biografisch Portaal: 77531841
- Gemeinsame Normdatei: 121364976
- International Standard Name Identifier: 0000 0000 6635 0354
- KulturNav: ab742ae8-cd81-4585-a945-fe42a98f68f9
- RKD-Nederlands Instituut voor Kunstgeschiedenis: 81933
- SNAC: w6zq6cw7
- Union List of Artist Names: 500007313
- Virtual International Authority File: 64861428
- WorldCat: E39PBJtmyB3H6fPhvxjpXbxRrq